# Dan Vîlceanu
Dan Vîlceanu (Bumbești-Jiu, 5 febbraio 1979) è un politico rumeno.
Deputato dal 2016 al 2024, ha rivestito l'incarico di ministro delle finanze dall'agosto al novembre 2021 e di ministro degli investimenti e dei progetti europei dal novembre 2021 all'aprile 2022.

## Formazione e carriera professionale
Si diplomò al liceo Tudor Vladimirescu di Târgu Jiu nel 1997, per poi proseguire gli studi presso la facoltà di economia e gestione d'impresa dell'Università dell'Ovest di Timișoara, dove conseguì la laurea nel 2003.
Nel 2005 ottenne un master in "gestione e integrazione europea", mentre nel 2016 ultimò gli studi dottorali in economia, sempre presso lo stesso ateneo.
A livello professionale fu negli anni amministratore dell'azienda di famiglia, SC Trefo srl, e della propria società Rominex Mining Engineering SA. Nel 2016, al momento dell'elezione a deputato, liquidò le proprie quote nelle due compagnie di sua proprietà, con i cui proventi riuscì ad acquistare titoli di Stato per oltre 700.000 lei.

## Carriera politica

### Inizi
La sua prima esperienza politica fu nella sezione giovanile del Partito Social Democratico (PSD) nel distretto di Gorj, della quale fu presidente dal 2006 al 2009. Anche il padre Eugen, ex viceprefetto del distretto, in quel momento era membro del PSD.
Nel 2009 lasciò i socialdemocratici insieme al padre e si iscrisse successivamente al Partito Democratico Liberale (PDL), divenendone nel 2011 segretario esecutivo della filiale distrettuale di Gorj e, poi, nel 2012 primo vicepresidente.
Nelle liste del PDL in occasione delle elezioni locali del 2012 ottenne l'elezione a consigliere distrettuale, incarico che rivestì per l'intero mandato fino al 2016.
Nel 2013 fu eletto presidente del PDL di Gorj e nel 2015, in seguito alla confluenza del partito nel Partito Nazionale Liberale (PNL), aderì alla nuova formazione, riuscendo a mantenere la posizione di leader della sezione distrettuale.

### Deputato
Si candidò alla camera dei deputati alle elezioni parlamentari del 2016, ottenendo un seggio come rappresentante del proprio distretto. Nel corso del mandato fu membro della Commissione bilancio (da dicembre 2016 a settembre 2018), della Commissione affari europei (da dicembre 2016 a dicembre 2018), della Commissione lavoro (da settembre 2018 a dicembre 2020) e della Commissione per le pari opportunità (da dicembre 2018 a dicembre 2020). Nel febbraio 2017 ottenne l'incarico di vice capogruppo del PNL alla camera. Nel luglio 2018 entrò a far parte come vicepresidente della Commissione parlamentare speciale per il controllo sull'esercizio di bilancio annuale della Corte dei conti.
Rieletto anche in seguito alle elezioni parlamentari del 2020, che videro il PNL andare al governo, fu membro della Commissione bilancio della camera.
L'11 luglio 2021 i membri del PNL del distretto di Gorj lo confermarono all'unanimità ancora una volta come presidente della loro sezione con 348 voti su un totale di 350.

### Ministro
Nel 2021 Vîlceanu era considerato uno dei più stretti collaboratori del premier Florin Cîțu, nonché uno dei presidenti delle filiali distrettuali che sostenevano il primo ministro nella campagna interna per l'elezione a capo del PNL, che lo vedeva opporsi a Ludovic Orban. Nell'agosto 2021 Cîțu lo propose per il ruolo di ministro delle finanze, posizione vacante dalla destituzione di Alexandru Nazare avvenuta nel luglio precedente. Dopo l'approvazione da parte dell'ufficio politico del PNL (con 42 favorevoli e il solo voto contrario di Ludovic Orban), il 18 agosto 2021 il presidente della Romania Klaus Iohannis firmò il decreto di nomina e Vîlceanu prestò giuramento quale nuovo membro del governo.
In seguito al congresso del PNL del 25 settembre 2021, che elesse Florin Cîțu alla presidenza, venne nominato segretario generale del partito.
Nel novembre 2021 fu indicato come ministro degli investimenti e dei progetti europei del neonato governo Ciucă.

### Espulsione dal PNL
In seguito alle dimissioni di Cîțu dalla presidenza del PNL per via delle pressioni dei colleghi dell'ufficio esecutivo, il 1º aprile 2022 comunicò la decisione di lasciare il ruolo di segretario generale e il giorno successivo presentò le proprie dimissioni da ministro.
In conseguenza della sua decisione di votare contro la fiducia al governo Ciolacu, cui partecipava anche il PNL, il 3 luglio 2023 fu espulso dal partito su decisione dell'ufficio esecutivo.

## Aspetti controversi

### Conflitto d'interessi
Al momento della nomina a ministro delle finanze, la stampa sollevò dubbi sul conflitto d'interessi relativo alla sua posizione e alle attività di famiglia. La società intestata alla madre Elisabeta e al padre Eugen, SC Trefo srl, specializzata nella fabbricazione di strumenti per l'estrazione e le costruzioni, nel solo 2020 aveva ottenuto appalti del valore di oltre un milione di dollari dalle aziende pubbliche CET Govora, Compania Locală de Termoficare Colterm, Complexul Energetic Hunedoara e Complexul Energetic Oltenia. In qualità di deputato, inoltre, nell'aprile 2021 Vîlceanu avrebbe sostenuto la nomina di Daniel Burlan a direttore del Complexul Energetic Oltenia, azienda pubblica che annoverava la Trefo fra i propri fornitori. Vîlceanu si difese sostenendo di non essere interessato ad utilizzare la società dei propri genitori per stringere accordi commerciali con lo Stato, mentre tutti i contratti tra la Trefo e tali aziende erano stati assegnati tramite regolare concorso pubblico.

### Inchiesta per evasione fiscale
Nel 2019 la Trefo fu soggetta ad un'ispezione fiscale da parte dell'Agenția Națională de Administrare Fiscală (ANAF), che rilevò il ricorso alla pratica di fatturazione ad aziende fantasma, che avrebbero teoricamente fornito materie prime alla società. Secondo gli agenti le fatture sarebbero state false e avrebbero avuto il solo scopo di ridurre le imposte sul profitto e consentire lo scarico dell'IVA. Nel 2017, inoltre, Vîlceanu avrebbe affittato un'automobile dalla Trefo, permettendo all'azienda una deduzione dell'IVA per circa 22.000 lei. Secondo un'inchiesta del quotidiano România liberă i direttori dell'ANAF di Gorj, Marin Ciumag e Alin Gabriel Goleanu, sarebbero stati trasferiti per motivi disciplinari pochi mesi più tardi, non appena il PNL ebbe ottenuto la guida del governo, avanzando l'ipotesi di un'influenza sulla vicenda da parte di Vîlceanu. Successivamente i due sarebbero stati reintegrati nelle loro vecchie posizioni dopo aver denunciato l'ente. Vîlceanu, allora deputato, negò ogni coinvolgimento. Nel 2021 sostenne di essere stato in passato al centro di una persecuzione da parte degli ispettori dell'ANAF ordinata dai vertici del PSD. 
Sul piano legale il fascicolo, che ipotizzava il reato di evasione fiscale, fu trasferito alla procura del tribunale di Gorj, che lo trasmise alla procura generale della Romania per via della posizione di parlamentare di Vîlceanu. L'Alta corte di cassazione e giustizia archiviò il caso riguardante Vîlceanu, mentre il filone relativo alle responsabilità penali delle aziende rimase in gestione al tribunale di Gorj. 

### Accuse di trasformismo
Dopo l'insediamento come ministro delle finanze Vîlceanu rispose a chi lo accusava di essere con il tempo passato dal PSD agli avversari politici del PNL, commentando «Ho fatto parte di un'organizzazione giovanile più di dieci anni fa, cosa che non ho nascosto. Se questo è il mio peccato politico, me lo assumo».

## Vita privata
È sposato con la moglie Elena, professoressa al liceo Tudor Vladimirescu di Târgu Jiu, e ha due figli.